# Grand Prix Malajsie 2010
Grand Prix Malajsie 2010 (XII Petronas Malaysian Grand Prix), 3. závod 61. ročníku mistrovství světa jezdců Formule 1 a 52. ročníku poháru konstruktérů, historicky již 823. Grand Prix se již tradičně jel na okruhu Sepang.

## Výsledky
- 4. dubna 2010
- Okruh Sepang International Circuit
- 56 kol x 5.543 km = 310.408 km
- 823. Grand Prix
- 6. vítězství  « Sebastiana Vettela
- 7. vítězství pro  « Red Bull Racing
- 109. vítězství pro  « Německo
- 122. vítězství pro vůz se startovním číslem « 5

### Závod
| Legenda k tabulce | Legenda k tabulce                                                                       |
| Barva             | Výsledek                                                                                |
| ----------------- | --------------------------------------------------------------------------------------- |
| Zlatá             | Vítěz                                                                                   |
| Stříbrná          | 2. místo                                                                                |
| Bronzová          | 3. místo                                                                                |
| Zelená            | Bodované umístění                                                                       |
| Modrá             | Nebodované umístění                                                                     |
| Modrá             | Dokončil neklasifikován (NC)                                                            |
| Fialová           | Odstoupil (Ret)                                                                         |
| Červená           | Nekvalifikoval se (DNQ)                                                                 |
| Červená           | Nepředkvalifikoval se (DNPQ)                                                            |
| Černá             | Diskvalifikován (DSQ)                                                                   |
| Bílá              | Nestartoval (DNS)                                                                       |
| Bílá              | Závod zrušen (C)                                                                        |
| Světle modrá      | Pouze trénoval (PO)                                                                     |
| Světle modrá      | Páteční testovací jezdec (TD)                                                           |
| Bez barvy         | Netrénoval (DNP)                                                                        |
| Bez barvy         | Vyřazen (EX)                                                                            |
| Bez barvy         | Nepřijel (DNA)                                                                          |
| Bez barvy         | Odvolal účast (WD)                                                                      |
| Bez barvy         | Nezúčastnil se (prázdné)                                                                |
| Označení          | Význam                                                                                  |
| Tučnost           | Pole position                                                                           |
| Kurzíva           | Nejrychlejší kolo                                                                       |
| †                 | Jezdec nedojel do cíle, ale byl klasifikován, protože odjel více než 90 % délky závodu. |
| ‡                 | Byl udělován poloviční počet bodů, protože bylo odjeto méně než 75 % délky závodu.      |
| Horní index       | Umístění bodujících jezdců ve sprintu                                                   |

| Pozice | č.  | Jezdec             | Vůz               | Kolo | Čas           | +/- | Pole | Body | Nej. kolo      | 1. Pitstop   | 2. Pitstop      |
| ------ | --- | ------------------ | ----------------- | ---- | ------------- | --- | ---- | ---- | -------------- | ------------ | --------------- |
| 1      | 5.  | Sebastian Vettel   | Red Bull RB6      | 56   | 1:33:48,412   | 2   | 3    | 25   | 1:37.813 (6.)  | 23. / 23.102 |                 |
| 2      | 6.  | Mark Webber        | Red Bull RB6      | 56   | á 0:04,849    | 1   | 1    | 18   | 1:37.054       | 24. / 25.565 |                 |
| 3      | 4.  | Nico Rosberg       | Mercedes MGP W01  | 56   | á 0:13,504    | 1   | 2    | 15   | 1:38.129 (8.)  | 22. / 21.802 |                 |
| 4      | 11. | Robert Kubica      | Renault R30       | 56   | á 0:18,589    | 2   | 6    | 12   | 1:38.074 (7.)  | 21. / 22.958 |                 |
| 5      | 14. | Adrian Sutil       | Force India VJM03 | 56   | á 0:21,059    | 1   | 4    | 10   | 1:38.160 (9.)  | 20. / 23.442 |                 |
| 6      | 2.  | Lewis Hamilton     | McLaren MP4-25    | 56   | á 0:23,471    | 14  | 20   | 8    | 1:37.145 (4.)  | 30. / 23.043 |                 |
| 7      | 7.  | Felipe Massa       | Ferrari F10       | 56   | á 0:27,068    | 14  | 21   | 6    | 1:37.784 (5.)  | 26. / 22.758 |                 |
| 8      | 1.  | Jenson Button      | McLaren MP4-25    | 56   | á 0:37,918    | 9   | 17   | 4    | 1:38.201 (10.) | 9. / 23.406  |                 |
| 9      | 17. | Jaime Alguersuari  | Toro Rosso STR5   | 56   | á 1:10,602    | 5   | 14   | 2    | 1:39.489 (13.) | 19. / 22.828 |                 |
| 10     | 10. | Nico Hülkenberg    | Williams FW32     | 56   | á 1:13,399    | 5   | 5    | 1    | 1:39.124 (11.) | 13. / 29.555 |                 |
| 11     | 16. | Sébastien Buemi    | Toro Rosso STR5   | 56   | á 1:18,938    | 2   | 13   |      | 1:37.610       | 14. / 24.377 | 34. / 27.733    |
| 12     | 9.  | Rubens Barrichello | Williams FW32     | 55   | á 1 kolo      | 5   | 7    |      | 1:39.428 (12.) | 7. / 22.547  | 44. / 22.329    |
| 13     | 8.  | Fernando Alonso    | Ferrari F10       | 54   | motor         | 6   | 19   |      | 1:37.231       | 36. / 22.350 |                 |
| 14     | 25. | Lucas di Grassi    | Virgin VR-01      | 53   | á 3 kol       | 10  | 24   |      | 1:43.224 (18.) | 26. / 24.849 |                 |
| 15     | 20. | Karun Chandhok     | Hispania F110     | 53   | á 3 kol       | 7   | 22   |      | 1:44.790 (21.) |              |                 |
| 16     | 21. | Bruno Senna        | Hispania F110     | 52   | á 4 kola      | 7   | 23   |      | 1:45.334 (22.) | 16. / 25.751 |                 |
| 17     | 18. | Jarno Trulli       | Lotus T127        | 51   | á 5 kol       | 1   | 18   |      | 1:43.753 (20.) |              |                 |
| NC     | 19. | Heikki Kovalainen  | Lotus T127        | 46   | á 10 kol      |     | 15   |      | 1:42.701 (17.) | 11. / 43.103 | 17. / 11:36.225 |
| Pozice | č.  | Odstoupili         | Vůz               | Kolo | Důvod         | +/- | Pole | Body | Nej. kolo      | 1. Pitstop   | 2. Pitstop      |
| Ret    | 12. | Vitalij Petrov     | Renault R30       | 32   | Odstoupení    |     | 11   |      | 1:40.693 (14.) | 13. / 25.241 |                 |
| Ret    | 15. | Vitantonio Liuzzi  | Force India VJM03 | 12   | Plynový pedál |     | 10   |      | 1:42.594 (16.) |              |                 |
| Ret    | 3.  | Michael Schumacher | Mercedes MGP W01  | 9    | Matice        |     | 8    |      | 1:42.084 (15.) |              |                 |
| Ret    | 23. | Kamui Kobajaši     | Sauber C29        | 8    | Motor/Pneu    |     | 9    |      | 1:43.340 (19.) |              |                 |
| Ret    | 24. | Timo Glock         | Virgin VR-01      | 2    | Odstoupení    |     | 16   |      | 1:46.388 (23.) |              |                 |
| DNS    | 22. | Pedro de la Rosa   | Sauber C29        | 0    | Motor/Pneu    |     | 12   |      |                |              |                 |

- žlutě – nejrychlejší pitstop
- červeně – nejpomalejší pitstop

## Postavení na startu
| *                                                    | *                                                       | Kvalifikace III.                        | Kvalifikace II.                         | Kvalifikace I.                          |
| ---------------------------------------------------- | ------------------------------------------------------- | --------------------------------------- | --------------------------------------- | --------------------------------------- |
| _______1_______ Mark Webber Red Bull 1'49.327        |                                                         | Mark Webber Red Bull 1'49.327           | Sebastian Vettel Red Bull 1'46.828      | Robert Kubica Renault 1'46.283          |
|                                                      | _______2_______ Nico Rosberg Mercedes GP 1'50.673       | Nico Rosberg Mercedes GP 1'50.673       | Robert Kubica Renault 1'46.951          | Pedro de la Rosa Sauber 1'47.153        |
| _______3_______ Sebastian Vettel Red Bull 1'50.789   |                                                         | Sebastian Vettel Red Bull 1'50.789      | Adrian Sutil Force India 1'47.085       | Sebastian Vettel Red Bull 1'47.632      |
|                                                      | _______4_______ Adrian Sutil Force India 1'50.914       | Adrian Sutil Force India 1'50.914       | Nico Hülkenberg Williams 1'47.346       | Vitalij Petrov Renault 1'47.952         |
| _______5_______ Nico Hülkenberg Williams 1'51.001    |                                                         | Nico Hülkenberg Williams 1'51.001       | Nico Rosberg Mercedes GP 1'47.417       | Kamui Kobajaši Sauber 1'48.467          |
|                                                      | _______6_______ Robert Kubica Renault 1'51.051          | Robert Kubica Renault 1'51.051          | Kamui Kobajaši Sauber 1'47.792          | Jaime Alguersuari Toro Rosso 1'48.655   |
| _______7_______ Rubens Barrichello Williams 1'51.511 |                                                         | Rubens Barrichello Williams 1'51.511    | Mark Webber Red Bull 1'48.210           | Sébastien Buemi Toro Rosso 1'48.945     |
|                                                      | _______8_______ Michael Schumacher Mercedes GP 1'51.717 | Michael Schumacher Mercedes GP 1'51.717 | Vitantonio Liuzzi Force India 1'48.238  | Adrian Sutil Force India 1'49.479       |
| _______9_______ Kamui Kobajaši Sauber 1'51.767       |                                                         | Kamui Kobajaši Sauber 1'51.767          | Rubens Barrichello Williams 1'48.371    | Nico Hülkenberg Williams 1'49.664       |
|                                                      | _______10_______ Vitantonio Liuzzi Force India 1'52.254 | Vitantonio Liuzzi Force India 1'52.254  | Michael Schumacher Mercedes GP 1'48.400 | Vitantonio Liuzzi Force India 1'49.922  |
| _______11_______ Vitalij Petrov Renault 1'48.760     |                                                         |                                         | Vitalij Petrov Renault 1'48.760         | Rubens Barrichello Williams 1'50.301    |
|                                                      | _______12_______ Pedro de la Rosa Sauber 1'48.771       |                                         | Pedro de la Rosa Sauber 1'48.771        | Mark Webber Red Bull 1'51.886           |
| _______13_______ Sébastien Buemi Toro Rosso 1'49.207 |                                                         |                                         | Sébastien Buemi Toro Rosso 1'49.207     | Jenson Button McLaren 1'52.211          |
|                                                      | _______14_______ Jaime Alguersuari Toro Rosso 1'49.464  |                                         | Jaime Alguersuari Toro Rosso 1'49.464   | Michael Schumacher Mercedes GP 1'52.239 |
| _______15_______ Heikki Kovalainen Lotus 1'52.270    |                                                         |                                         | Heikki Kovalainen Lotus 1'52.270        | Timo Glock Virgin 1'52.398              |
|                                                      | _______16_______ Timo Glock Virgin 1'52.520             |                                         | Timo Glock Virgin 1'52.520              | Nico Rosberg Mercedes GP 1'52.560       |
| _______17_______ Jenson Button McLaren -             |                                                         |                                         | Jenson Button McLaren -                 | Heikki Kovalainen Lotus 1'52.875        |
|                                                      | _______18_______ Jarno Trulli Lotus 1'52.884            |                                         |                                         | Jarno Trulli Lotus 1'52.884             |
| _______19_______ Fernando Alonso Ferrari 1'53.044    |                                                         |                                         |                                         | Fernando Alonso Ferrari 1'53.044        |
|                                                      | _______20_______ Lewis Hamilton McLaren 1'53.050        |                                         |                                         | Lewis Hamilton McLaren 1'53.050         |
| _______21_______ Felipe Massa Ferrari 1'53.283       |                                                         |                                         |                                         | Felipe Massa Ferrari 1'53.283           |
|                                                      | _______22_______ Karun Chandhok HRT 1'56.299            |                                         |                                         | Karun Chandhok HRT 1'56.299             |
| _______23_______ Bruno Senna HRT 1'57.269            |                                                         |                                         |                                         | Bruno Senna HRT 1'57.269                |
|                                                      | _______24_______ Lucas di Grassi Virgin 1'59.977        |                                         |                                         | Lucas di Grassi Virgin 1'59.977         |

## Tréninky
| *  | I. Trénink                              | *  | II. Trénink                             | *  | III. Trénink                            |
| -- | --------------------------------------- | -- | --------------------------------------- | -- | --------------------------------------- |
| 1  | Lewis Hamilton McLaren 1:34.924         | 1  | Lewis Hamilton McLaren 1:34.175         | 1  | Mark Webber Red Bull 1:33.542           |
| 2  | Nico Rosberg Mercedes GP 1:35.106       | 2  | Sebastian Vettel Red Bull 1:34.441      | 2  | Lewis Hamilton McLaren 1:33.559         |
| 3  | Jenson Button McLaren 1:35.207          | 3  | Nico Rosberg Mercedes GP 1:34.443       | 3  | Sebastian Vettel Red Bull 1:33.587      |
| 4  | Michael Schumacher Mercedes GP 1:35.225 | 4  | Jenson Button McLaren 1:34.538          | 4  | Fernando Alonso Ferrari 1:33.751        |
| 5  | Robert Kubica Renault 1:35.402          | 5  | Michael Schumacher Mercedes GP 1:34.674 | 5  | Michael Schumacher Mercedes GP 1:33.992 |
| 6  | Mark Webber Red Bull 1:35.479           | 6  | Robert Kubica Renault 1:35.148          | 6  | Nico Rosberg Mercedes GP 1:34.090       |
| 7  | Adrian Sutil Force India 1:35.955       | 7  | Fernando Alonso Ferrari 1:35.581        | 7  | Jenson Button McLaren 1:34.113          |
| 8  | Fernando Alonso Ferrari 1:35.959        | 8  | Sébastien Buemi Toro Rosso 1:35.660     | 8  | Felipe Massa Ferrari 1:34.174           |
| 9  | Sebastian Vettel Red Bull 1:36.043      | 9  | Vitalij Petrov Renault 1:35.872         | 9  | Rubens Barrichello Williams 1:34.540    |
| 10 | Sébastien Buemi Toro Rosso 1:36.100     | 10 | Adrian Sutil Force India 1:35.957       | 10 | Robert Kubica Renault 1:34.549          |
| 11 | Felipe Massa Ferrari 1:36.451           | 11 | Kamui Kobajaši Sauber 1:36.018          | 11 | Adrian Sutil Force India 1:34.623       |
| 12 | Kamui Kobajaši Sauber 1:36.503          | 12 | Vitantonio Liuzzi Force India 1:36.221  | 12 | Sébastien Buemi Toro Rosso 1:34.673     |
| 13 | Jaime Alguersuari Toro Rosso 1:36.645   | 13 | Pedro de la Rosa Sauber 1:36.325        | 13 | Nico Hülkenberg Williams 1:34.882       |
| 14 | Vitalij Petrov Renault 1:36.712         | 14 | Jaime Alguersuari Toro Rosso 1:36.325   | 14 | Vitantonio Liuzzi Force India 1:34.957  |
| 15 | Paul di Resta Force India 1:36.891      | 15 | Felipe Massa Ferrari 1:36.602           | 15 | Jaime Alguersuari Toro Rosso 1:35.026   |
| 16 | Pedro de la Rosa Sauber 1:36.899        | 16 | Rubens Barrichello Williams 1:36.813    | 16 | Vitalij Petrov Renault 1:35.076         |
| 17 | Nico Hülkenberg Williams 1:37.802       | 17 | Nico Hülkenberg Williams 1:37.415       | 17 | Pedro de la Rosa Sauber 1:35.477        |
| 18 | Rubens Barrichello Williams 1:38.278    | 18 | Jarno Trulli Lotus 1:38.454             | 18 | Kamui Kobajaši Sauber 1:36.404          |
| 19 | Jarno Trulli Lotus 1:39.460             | 19 | Heikki Kovalainen Lotus 1:38.530        | 19 | Timo Glock Virgin 1:37.299              |
| 20 | Timo Glock Virgin 1:39.755              | 20 | Mark Webber Red Bull 1:38.786           | 20 | Jarno Trulli Lotus 1:37.369             |
| 21 | Lucas di Grassi Virgin 1:40.159         | 21 | Timo Glock Virgin 1:39.061              | 21 | Heikki Kovalainen Lotus 1:38.161        |
| 22 | Fairuz Fauzy Lotus 1:40.721             | 22 | Lucas di Grassi Virgin 1:39.158         | 22 | Lucas di Grassi Virgin 1:38.783         |
| 23 | Bruno Senna HRT 1:41.832                | 23 | Karun Chandhok HRT 1:41.084             | 23 | Bruno Senna HRT 1:39.868                |
| 24 | Karun Chandhok HRT 1:41.966             | 24 | Bruno Senna HRT 1:41.481                | 24 | Karun Chandhok HRT 1:39.895             |